# Lycodon tiwarii
Espèce
Lycodon tiwarii est une espèce de serpent de la famille des Colubridae.

## Répartition
Cette espèce est endémique des îles Andaman-et-Nicobar en Inde.

## Publication originale
- Biswas & Sanyal, 1965 : « A new species of wolf-snake of the genus Lycodon Boie (Reptilia: Serpentes: Colubridae) from the Andaman and Nicobar Islands ». Proceedings of the Zoological Society of Calcutta, vol. 18, n. 2, p. 137-141 .